# Peleng (häst)
Peleng var en tävlingshäst samt avelshäst som är stamfader till ett antal av dagens tävlingshästar. Han föddes den 30 mars 1978 på Terskstuteriet i dåvarande Sovjetunionen. Peleng var en fuxfärgad rysk arabhäst (hingst). Han var efter bruksaraben Nabeg och undan stoet Palmira.
Peleng såldes för 3,2 miljoner dollar (då ca. 32 miljoner SEK), vilket är rekord för stuteriet, till en amerikan vid namn Van Camp. Även Paolo Gucci har ägt hästen.
När van Camp dog köpte en annan mycket rik man Peleng, och efter kanske 1, 2 år var han till salu för att mannen inte ville ha honom i karantän. Det var då som han såldes till ett stuteri i Norge och fick många föl, bland annat SR Pokémon, vars mor är Primanka.
Peleng dog den 1 maj 2002 i Norge.[källa behövs]